# 凤山戏楼
凤山戏楼，位于中国河北省承德市凤山镇，为承德市丰宁满族自治县的一个省级文物保护单位，类型为古建筑，公布时间为1982年7月23日。
凤山戏楼的历史年代为清代。